# Jasmin Taylor
Jasmin Taylor (* 22. August 1993 in Colchester, Essex) ist eine ehemalige britische Skicrosserin und heutige Telemarkerin.

## Werdegang
Jasmin Taylor kam mit 12 Jahren in die britische Ski Academy im Wettbewerb als Skirennläuferin. Mit 15 Jahren wurde sie jüngste britische Ski Cross Meisterin. Einige Jahre später wechselte sie zum Telemarksport. Zum Ende der Saison debütierte sie im Telemark-Weltcup am 11. März 2011 im Hafjell und wurde im Riesenslalom 21. Im Gesamtweltcup wurde sie 33., im Classic 34., im Classic Sprint 34. und im Riesenslalom 28. Bei ihrer ersten Juniorenweltmeisterschaft 2011 in Hafjell wurde sie im Riesenslalom Zehnte, im Classic Sprint 11. und im Classic 13. In der Telemark-Saison 2012 konnte sie ihre Ergebnisse zum Vorjahr steigern. Ihre besten Ergebnisse waren in Chamonix-Mont-Blanc und in Espot im Classic jeweils der neunte Platz. Im Gesamtweltcup wurde sie 15., im Classic 14., im Classic Sprint 13. und im Parallelsprint 15. Bei ihrer zweiten Juniorenweltmeisterschaft 2012 in Espot gewann sie im Parallelsprint die Bronzemedaille. Im Classic wurde sie Vierte und im Classic Sprint Sechste. Sie stieg erst mitten in der Saison 2013 in Chamonix-Mont-Blanc ein. Die Saison war nicht schlechter als die davor, im Gesamtweltcup wurde sie 11., im Classic 12, im Classic Sprint 13. und im Parallelsprint Achte. Die Juniorenweltmeisterschaft 2013 verliefen sehr gut, denn sie erreichte im Classic Sprint den fünften Platz und im Classic den vierten Platz. Bei ihrer ersten Teilnahme bei den Weltmeisterschaften 2013 im spanischen Espot kam sie im Classic nicht ins Ziel, im Parallelsprint erreichte sie den fünften Platz und Classic Sprint den 11. Platz.
Gleich zu Beginn der Saison 2013/14 erreichte sie in Hintertux im Parallelsprint den zweiten Platz. In der restlichen Saison erreichte sie Plätze unter den besten Zehn. Nach dem Rennen in Steamboat Springs beendete sie die Saison, weil sie sich beim Telemark-Training Anfang März in Les Houches einen Bänderriss zu gezogen hatte. Sie hatte über den Sommer hart daran gearbeitet und ihre Verletzung auskuriert, sodass sie wieder im Weltcup-Winter 2014/15 starten kann. Im Gesamtweltcup wurde sie 7., im Classic 12., im Classic Sprint Sechste und im Parallelsprint Fünfte. Bei den britischen Telemarkmeisterschaften 2014 gewann sie vier Medaillen. Sie hatte zu Beginn der Saison 2014/15 ebenso wie der Schwede Olle Collberg in Hintertux mit Platz vier ihr bestes Saisonergebnis. Im weiteren Verlauf der Saison konnte sie den Anschluss zur Spitze halten und so sprang meist der fünfte Platz heraus. In der Weltcupgesamtwertung landete sie auf dem achten, im Classic auf dem elften, im Classic Sprint auf dem achten und im Parallelsprint auf dem neunten Platz. Bei ihrer zweiten Weltmeisterschaft 2015 in Steamboat Springs gewann sie gleich im ersten Rennen die Bronzemedaille, die weiteren Rennergebnisse waren die Plätze neun und sieben.

## Erfolge

### Weltmeisterschaften
- Espot 2013: DNF Classic, 5. Parallelsprint, 11. Classic Sprint
- Steamboat Springs 2015: 3. Classic Sprint, 9. Parallelsprint, 7. Classic Sprint

### Juniorenweltmeisterschaften
- Hafjell 2011: 10. Riesenslalom, 13. Classic, 11. Classic Sprint, ? Gesamt
- Espot 2012: 3. Parallel-Sprint, 4. Classic, 6. Classic Sprint
- Chamonix-Mont-Blanc 2013: 4. Classic, 5. Classic Sprint

### Weltcup
- 5 Podestplatz, davon 0 Siege:

- Weltcupplatzierungen

| Saison  | Gesamt | Riesenslalom | Classic | Classic Sprint | Parallelsprint |
| ------- | ------ | ------------ | ------- | -------------- | -------------- |
| 2011    | 33.    | 28.          | 34.     | 34.            | –              |
| 2012    | 15.    | –            | 14.     | 13.            | 15             |
| 2013    | 11.    | –            | 12.     | 13.            | 8.             |
| 2013/14 | 7.     | –            | 12.     | 6.             | 5.             |
| 2014/15 | 8.     | –            | 11.     | 8.             | 9.             |
| 2015/16 | 5.     | –            | 5.      | 7.             | 7.             |